# Yacimiento arqueológico Cerro de la Mora
El yacimiento del Cerro de la Mora, localizado en la llamada Depresión de Loja, Surco Intrabético, se sitúa en la vega norte de Granada, a unos cuatro kilómetros del municipio de Moraleda de Zafayona en dirección noreste, en un cerro junto a la margen izquierda del río Genil y a unos trescientos metros del Cortijo de la Barandilla. 
Tiene una altura de 571 m s. n. m. y de 82 m respecto al río Genil, presenta una fuerte pendiente en la ladera septentrional mientras que la meridional es suave y conecta por medio de una vaguada con la del Cerro de la Miel, el cual tiene una altura de 570 m s. n. m.
Se halla integrado en un paisaje característico de vega en el que destacan distintas lomas de altura media, como los mencionados cerros. En este paisaje se alternan los cultivos de regadío y el olivar para dejar paso en las zonas altas de los cerros a una vegetación muy antropizada en la que el estrato arbóreo ha desaparecido y domina el matorral y la vegetación adaptada a la escasez de lluvia. 
La ocupación antrópica se desarrolla por toda la superficie del cerro, predominando en la cima, ladera septentrional y a los pies del cerro junto al río. Iniciada en un Bronce Argárico Tardío (1450-1300 a. C.), momento en el que se ocupa tanto la cima como los pies, tendrá una continuación sin ningún hiatur hasta el siglo III, momento en el unido a la crisis del imperio romano la población se dispersa de los grandes núcleos, de estos últimos momentos se conoce su utilización esporádica como lugar funerario. 
De época posterior, visigoda y medieval, datan algunas actuaciones puntuales sobre el asentamiento. En el Cerro de la Miel, al sur del Cerro de la Mora se ha podido documentar en su cima una ocupación esporádica del Bronce Final, mientras que en la ladera meridional y oriental se pueden apreciar importantes muros y restos de cultura material de época romana, tanto en los perfiles cortados para la construcción de una acequia y de aterrazamientos como en los cultivos del área oriental, donde el arado ha sacado a la luz restos de la necrópolis romana. 
Nos ofrece este yacimiento el desarrollo de una serie de culturas, Bronce Argárico, Bronce Tardío, Bronce Final, Protoibérico Inicial, Pleno y Tardío y Romano de época republicana e imperial, en sus 17 metros de potencia estratigráfica que posibilita el estudio de las grandes transformaciones sociales, económicas y políticas que han superado las colonizaciones, la gestación de los pueblos ibéricos y la romanización de la Península.

## Investigaciones
El yacimiento del Cerro de la Mora en un primer lugar fue investigado por un equipo dirigido por el profesor de Arqueología y Prehistoria de Granada, Javier Carrasco Rus en 1986.
Su importancia radica en que viene a corroborar el antiguo poblamiento de esta zona de la Vega en la época final del Bronce. Se estima que estuvo habitado de forma ininterrumpida desde 1700 al 790 a. C. La zona ha sido un asentamiento paulatino de fenicios, romanos, visigodos y musulmanes.
El arqueólogo Mauricio Pastor opina que pudiera tratarse de una ciudad llamada Vesci Faventia, localizada cerca de Ilípula -la actual Loja-. Apoya tal suposición en el hallazgo de monedas con la leyenda Vesci. Las fíbulas del Cerro de la Mora y las halladas en la ría de Huelva, fechadas en 850 a. C. son prácticamente iguales, con la única diferencia que las del Cerro de la Mora se datan en 1800 a. C., circunstancia que hace pensar en la posibilidad de revisar la cronología de la cultura de Tartesos, con la que, de seguro, debió existir algún tipo de relación.
Los restos cerámicos del yacimiento de referencia dan idea de una cultura posterior a la de El Argar. Las espadas y otros utensilios de bronce hacen suponer, además, la existencia de un floreciente comercio del estaño. Por otra parte aparecen vasos trípodes de origen fenicio, al igual que en el Cerro de los Castellones, en Huétor Tájar.
Más recientemente en el año 2005, el Dr. Julio M. Román, dirigido entre otros por el Dr. Rus, realizó su tesis íntegramente sobre el yacimiento del Cerro de La Mora. Mediante un escrupuloso análisis, ha conseguido determinar que dicho yacimiento era una aglomeración rural (un vicus), ubicada junto a la vía de comunicación más importante que los romanos construyeron en nuestra provincia: la que unía Iliberris (Granada) con Anticaria (Antequera), que permitía conectar, por un lado, con las factorías fenicias ubicadas en la costa malagueña, y por otro, con el Valle del Guadalquivir. 
Los restos arqueológicos del Cerro de la Mora examinados por el Dr. Román, demuestran que los habitantes de este enclave mantuvieron unas intensas relaciones comerciales y culturales con la Andalucía occidental (Turdetania), en mayor grado que con la oriental (Bastetania), probablemente como reflejo de su propia identidad cultural, más turdetana que bastetana. Su trabajo –que ha permitido estudiar importantes producciones cerámicas- ha evidenciado, además, que los habitantes del Cerro de la Mora se mostraron reticentes a las costumbres que llegaban desde Roma, manteniéndose fieles a sus propias tradiciones y modelos de vida.